# اوه سونگ-لیپ
اوه سونگ-لیپ (انگلیسی: Oh Seung-lip؛ زادهٔ ۶ اکتبر ۱۹۴۶) جودوکار اهل کره جنوبی بود.